# Palazzo Jens Bang
Il Palazzo Jens Bang (in danese Jens Bangs Stenhus) è un edificio storico situato nel centro storico di Aalborg, in Danimarca. Si affaccia su Østerågade in corrispondenza della piazza Nytorv e rappresenta una delle più importanti testimonianze dell'architettura rinascimentale nordica in Danimarca.
Il palazzo prende il nome da colui che lo fece costruire tra il 1623 e il 1624, Jens Bang, un commerciante di Aalborg fratellastro del sindaco dell'epoca, Jørgen Olufsen, a sua volta autore di un edificio in stile rinascimentale situato su Østerågade e risalente al 1616.

## Struttura
L'edificio in mattoni si sviluppa su quattro piani con tre timpani che si affacciano sulla facciata principale. 
Dal 1666 al 2014 l'edificio ha ospitato la Svane Apoteket, la più antica farmacia di Aalborg.